# Clube Desportivo Santa Clara
El Clube Desportivo Santa Clara es un club de fútbol profesional portugués con sede en Ponta Delgada, Azores. Fue fundado en 1921 y a partir de la temporada 2024-25 jugará en la Primeira Liga, la primera categoría del fútbol en Portugal.

## Historia

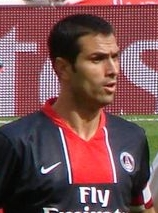
Pauleta jugó para el Santa Clara en 1991 antes de militar en clubes más importantes donde se convertiría en uno de los mejores delanteros de Portugal de todos los tiempos.

La fecha oficial de fundación del C. D. Santa Clara es el 12 de mayo de 1927, día en que se constituyó la primera junta directiva, mientras que el 20 de noviembre jugó el primer partido contra el União Micaelense. La trayectoria del Santa Clara estuvo limitada durante décadas a los campeonatos regionales de Azores, si bien en 1935 se convirtió en el primer club del archipiélago que hizo una gira de amistosos en Portugal continental.
El equipo obtuvo una plaza en las categorías inferiores nacionales en 1979, y al final de la temporada 1985/86 consiguió el ascenso a Segunda División, en la que solo permanecería un curso. Al margen de los resultados deportivos, lo más destacado de aquel tiempo fue el debut de Pauleta, quien años más tarde sería el máximo goleador con la selección portuguesa. El Santa Clara adoptó una estructura profesional en los años 1990 y tras regresar a Segunda en 1998/99, conseguiría ese mismo año el ascenso a Primera División como tercer clasificado. Aquel plantel estuvo entrenado por Manuel Fernandes y su capitán fue el internacional angoleño Paulo Figueiredo. El Santa Clara se convirtió así en el primer club de Azores que debutaba en la máxima categoría, en la que permanecería tres temporadas no consecutivas.
En su debut en 1999/2000 el Santa Clara fue colista, a tres puntos de la permanencia. No obstante, pudo regresar a la máxima categoría al año siguiente como campeón de la Liga de Honra. Manuel Fernandes volvió al banquillo el curso 2001/02 y los azorianos se hicieron fuertes en casa para salvarse con un 14º puesto. Además se disputó la Copa Intertoto de la UEFA 2002, con una eliminación en segunda ronda a manos del F.K. Teplice. Sin embargo, en 2002/03 descendieron de nuevo al terminar en penúltimo lugar. Desde entonces la entidad se ha visto azotada por las deudas y la pérdida de patrocinadores.
Desde 2010 el C.D. Santa Clara es una sociedad anónima deportiva. El máximo accionista es la agencia deportiva Eurofoot BV.

## Estadio
El Santa Clara disputa sus partidos como local en el Estádio de São Miguel. Se encuentra ubicado en el municipio de Ponta Delgada en el archipiélago portugués de las Azores.
El estadio cuenta con césped natural y capacidad para 12.500 espectadores. Fue inaugurado el 22 de abril de 1930. El recinto está aprobado por la UEFA, puede competir en la Copa de la UEFA y en la Liga de Campeones de la UEFA, y es el campo del equipo regional de fútbol de las Azores. El equipo nacional portugués también ha utilizado el estadio para jugar partidos amistosos (el último fue una victoria 2-0 sobre Egipto, a una multitud agotada).
Las renovaciones al estadio tuvieron lugar en la temporada 2008-2009: se mejoró la iluminación, se remodelaron los asientos, se puso césped nuevo y se introdujeron mejoras en las áreas de descanso. Las renovaciones y los gastos también se programaron para el 2013-2014, con mejoras e intervenciones en las torres de iluminación y con la recalificación de los espacios exteriores del estadio, respectivamente.

## Palmarés
- Liga de Honra (2): 2000–01, 2023-24
- Segunda División de Portugal (1): 1997–98

## Participación en competiciones de la UEFA

### Copa Intertoto
| Temporada | Torneo                   | Ronda | Club               | Casa | Visita | Global |
| --------- | ------------------------ | ----- | ------------------ | ---- | ------ | ------ |
| 2002–03   | Intertoto Cup            | 1     | FC Shirak          | 2–0  | 3–3    | 5–3    |
| 2002–03   | Intertoto Cup            | 2     | Teplice            | 1–4  | 1–5    | 2–9    |
| 2021-22   | Europa Conference League | 2     | Shkupi             | 2–0  | 3–0    | 5–0    |
| 2021-22   | Europa Conference League | 3     | Olimpija Ljubljana | 2–0  | 1–0    | 3–0    |
| 2021-22   | Europa Conference League | 4     | Partizán           | 2–1  | 0–2    | 2–3    |